# Grand Prix ISU di pattinaggio di figura 2013-2014
Il Grand Prix ISU di pattinaggio di figura 2013-2014 è la 19ª edizione della competizione. È iniziato il 18 ottobre 2013 e si concluderà l'8 dicembre 2013, con la finale in programma a Fukuoka, in Giappone.

## Calendario
| Gara | Nome dell'evento           | Sede       | Date                  |
| ---- | -------------------------- | ---------- | --------------------- |
| 1    | Skate America              | Detroit    | 18 - 20 ottobre 2013  |
| 2    | Skate Canada International | Saint John | 25 - 27 ottobre 2013  |
| 3    | Cup of China               | Pechino    | 1° - 3 novembre 2013  |
| 4    | Trofeo NHK                 | Tokyo      | 8 - 10 novembre 2013  |
| 5    | Trofeo Eric Bompard        | Parigi     | 15 - 17 novembre 2013 |
| 6    | Cup of Russia              | Mosca      | 22 - 24 novembre 2013 |
| 7    | Finale Grand Prix          | Fukuoka    | 5 - 8 dicembre 2013   |

## Risultati

### Singolo maschile
| Evento                     | Oro               | Argento       | Bronzo           |
| Skate America              | Tatsuki Machida   | Adam Rippon   | Max Aaron        |
| Skate Canada International | Patrick Chan      | Yuzuru Hanyū  | Nobunari Oda     |
| Cup of China               | Yan Han           | Maksim Kovtun | Takahiko Kozuka  |
| Trofeo NHK                 | Daisuke Takahashi | Nobunari Oda  | Jeremy Abbott    |
| Trofeo Eric Bompard        | Patrick Chan      | Yuzuru Hanyū  | Jason Brown      |
| Cup of Russia              | Tatsuki Machida   | Maksim Kovtun | Javier Fernández |

### Singolo femminile
| Evento                     | Oro               | Argento           | Bronzo           |
| Skate America              | Mao Asada         | Ashley Wagner     | Elena Radionova  |
| Skate Canada International | Julija Lipnickaja | Akiko Suzuki      | Gracie Gold      |
| Cup of China               | Anna Pogorilaja   | Adelina Sotnikova | Carolina Kostner |
| Trofeo NHK                 | Mao Asada         | Elena Radionova   | Akiko Suzuki     |
| Trofeo Eric Bompard        | Ashley Wagner     | Adelina Sotnikova | Anna Pogorilaja  |
| Cup of Russia              | Julija Lipnickaja | Carolina Kostner  | Mirai Nagasu     |

### Coppie
| Evento                     | Oro                                  | Argento                                 | Bronzo                                  |
| Skate America              | Tat'jana Volosožar / Maksim Tran'kov | Kirsten Moore-Towers / Dylan Moscovitch | Ksenija Stolbova / Fëdor Klimov         |
| Skate Canada International | Stefania Berton / Ondřej Hotárek     | Sui Wenjing / Han Cong                  | Meagan Duhamel / Eric Radford           |
| Cup of China               | Aliona Savchenko / Robin Szolkowy    | Pang Qing / Tong Jian                   | Peng Cheng / Zhang Hao                  |
| Trofeo NHK                 | Tat'jana Volosožar / Maksim Tran'kov | Peng Cheng / Zhang Hao                  | Sui Wenjing / Han Cong                  |
| Trofeo Eric Bompard        | Pang Qing / Tong Jian                | Meagan Duhamel / Eric Radford           | Caydee Denney / John Coughlin           |
| Cup of Russia              | Aliona Savchenko / Robin Szolkowy    | Vera Bazarova / Jurij Larionov          | Kirsten Moore-Towers / Dylan Moscovitch |

### Danza sul ghiaccio
| Evento                     | Oro                                  | Argento                              | Bronzo                             |
| Skate America              | Meryl Davis / Charlie White          | Anna Cappellini / Luca Lanotte       | Maia Shibutani / Alex Shibutani    |
| Skate Canada International | Tessa Virtue / Scott Moir            | Kaitlyn Weaver / Andrew Poje         | Madison Hubbell / Zachary Donohue  |
| Cup of China               | Nathalie Péchalat / Fabian Bourzat   | Ekaterina Bobrova / Dmitrij Solov'ëv | Madison Chock / Evan Bates         |
| Trofeo NHK                 | Meryl Davis / Charlie White          | Anna Cappellini / Luca Lanotte       | Maia Shibutani / Alex Shibutani    |
| Trofeo Eric Bompard        | Tessa Virtue / Scott Moir            | Elena Il'inych / Nikita Kacalapov    | Nathalie Péchalat / Fabian Bourzat |
| Cup of Russia              | Ekaterina Bobrova / Dmitrij Solov'ëv | Kaitlyn Weaver / Andrew Poje         | Madison Chock / Evan Bates         |

## Finale
Alla finale sono stati ammessi i primi sei classificati di ogni specialità.
| Evento                       | Disciplina        | Oro                               | Argento                              | Bronzo                             |
| Finale Grand Prix (dettagli) | Singolo maschile  | Yuzuru Hanyū                      | Patrick Chan                         | Nobunari Oda                       |
| Finale Grand Prix (dettagli) | Singolo femminile | Mao Asada                         | Julija Lipnickaja                    | Ashley Wagner                      |
| Finale Grand Prix (dettagli) | Coppie            | Aliona Savchenko / Robin Szolkowy | Tat'jana Volosožar / Maksim Tran'kov | Pang Qing / Tong Jian              |
| Finale Grand Prix (dettagli) | Danza su ghiaccio | Meryl Davis / Charlie White       | Tessa Virtue / Scott Moir            | Nathalie Péchalat / Fabian Bourzat |